# Zhu Shenglong
Zhu Shenglong (* 25. Januar 2000) ist ein chinesischer Hürdenläufer, der sich auf die 110-Meter-Distanz spezialisiert hat.

## Sportliche Laufbahn
Erste internationale Erfahrungen sammelte Zhu Shenglong im Jahr 2017, als er bei den U18-Weltmeisterschaften in Nairobi mit 13,96 s in der ersten Runde über 110 m Hürden ausschied. Im September kam er dann bei den Asian Indoor & Martial Arts Games in Aşgabat mit 8,40 s nicht über den Vorlauf über 60 m Hürden hinaus. 2023 schied er bei den Weltmeisterschaften in Budapest mit 13,69 s in der ersten Runde aus und im Oktober belegte er bei den Asienspielen in Hangzhou in 13,73 s den sechsten Platz. Im Jahr darauf wurde er bei den Hallenweltmeisterschaften in Glasgow im Semifinale über 60 m Hürden disqualifiziert.
2023 wurde Zhu chinesischer Meister im 110-Meter-Hürdenlauf.

## Persönliche Bestzeiten
- 110 m Hürden: 13,25 s (−0,1 m/s), 29. Juni 2023 in Shenyang
  - 60 m Hürden (Halle): 7,74 s, 1. Februar 2020 in Flagstaff